# Турбай, Михаил Порфирьевич
Михаил Порфирьевич Турбай (23 августа 1918 — 17 апреля 1982) — лётчик 783-го Танненбергского Краснознамённого штурмового авиационного полка 199-й Слонимской Краснознамённой штурмовой авиационной дивизии 4-го штурмового авиационного корпуса 4-й воздушной армии 2-го Белорусского фронта, младший лейтенант. Герой Советского Союза.

## Биография
Родился 23 августа 1918 года в селе Битяговщина ныне Харьковского района Харьковской области.
С 1940 года в Красной Армии. В 1942 году окончил школу пилотов. В действующей армии с 24 июня 1944 года. Воевал на 1-м и 2-м Белорусских фронтах. Летал на самолёте Ил-2. Принимал участие в Белорусской, Восточно-Прусской, Восточно-Померанской и Берлинской операциях.
К маю 1945 года совершил 98 успешных боевых вылетов. 18 августа 1945 года за образцовое выполнение боевых заданий командования и проявленные при этом отвагу и геройство присвоено звание Героя Советского Союза с вручением ордена Ленина и медали «Золотая Звезда».
После войны продолжил службу в ВВС. С 1957 года капитан Турбай в запасе.
Жил в Ужгороде. Затем переехал в Одессу. Умер 17 апреля 1982 года.